# Augusto Saldanha
Augusto César Saldanha (Niterói, 10 de janeiro de 1969) é um surfista profissional de longboard, bicampeão brasileiro da modalidade, em 1996 e 2001.

## Biografia
Figurou duas vezes como Top 16 do World Longboard Tour (WLT), sancionado pela Association of Surfing Professionals (ASP). Conquistou vários títulos nacionais e internacionais.
Além de atleta, Saldanha é formado em comunicação social pela Universidade Federal Fluminense (UFF) e pós-graduado em comunicação com o mercado pela Escola Superior de Propaganda e Marketing/São Paulo.
Lançou o primeiro vídeo de longboard do Brasil em 1996, o Longboard Trip. A partir desse primeiro projeto, foram produzidos mais outros três vídeos: Longboard Trip Makaha, Corpo, Alma e Longboard e Zen Longboard Vídeo. Todos eles são narrativas de viagens e competições. Seu trabalho mais recente nesta área é o documentário Na Real que, além de mostrar toda a beleza e plasticidade do longoard, vai fundo no aspecto social e antropológico, retratando a vida de quem escolheu esse esporte como profissão.
Saldanha atualmente exerce a função de consultor de marketing para as empresas interessadas nesse nicho de mercado.